# Saint-Martin-de-Sescas
Saint-Martin-de-Sescas är en kommun i departementet Gironde i regionen Nouvelle-Aquitaine i sydvästra Frankrike. Kommunen ligger i kantonen Saint-Macaire som tillhör arrondissementet Langon. År 2022 hade Saint-Martin-de-Sescas 563 invånare.

## Befolkningsutveckling
Antalet invånare i kommunen Saint-Martin-de-Sescas
Referens:INSEE